# Sporisorium zambianum
Sporisorium zambianum är en svampart som beskrevs av Vánky 2003. Sporisorium zambianum ingår i släktet Sporisorium och familjen Ustilaginaceae.   Inga underarter finns listade i Catalogue of Life.